# Dyngökstekel
Dyngökstekel (Evagetes sahlbergi) är en stekelart som först beskrevs av Ferdinand Morawitz 1893.
Dyngökstekel ingår i släktet Evagetes och familjen vägsteklar. Arten är reproducerande i Sverige.